# Benedetta Fiorini
Benedetta Fiorini (Reggio nell'Emilia, 9 gennaio 1976) è una politica italiana.

## Biografia
È una comunicatrice specializzata in Public affairs e Relazioni istituzionali che lavora come Institutional & Regulatory Affairs per un gruppo bancario. Dopo la laurea quinquennale in scienze della comunicazione con indirizzo in comunicazione d'impresa presso l'Università degli studi di Modena e Reggio Emilia, ha conseguito il Master in comunicazione integrata d'impresa presso la Business School del Gruppo Sole 24 Ore. 

### Attività professionale
Ha iniziato la sua attività professionale nel 2005 come responsabile comunicazione della Finnerman di Reggio Emilia. Nel 2007 è passata a Max Mara, dove ha lavorato nel dipartimento marketing estero iniziando a muovere i primi passi nella promozione e sviluppo del Made in Italy. Dal 2008 e fino al 2012 ha lavorato in Fineco come responsabile della Business organization.
Nell'aprile 2012 è chiamata dal Ministro dell'Interno del Governo Monti Annamaria Cancellieri come Responsabile progetti speciali per social media e coordinamento tra ufficio stampa e portavoce del ministro. Durante quest'esperienza si occupa dei rapporti con i media e delle relazioni istituzionali ed è membro del Gruppo di lavoro sulla comunicazione strategica del Ministero della Difesa. Partecipa attivamente all'analisi, la stesura e la redazione dei discorsi del ministro nonché della comunicazione strategica supportando il raccordo tra il ministro e la sua segreteria. In occasione delle elezioni politiche e regionali del febbraio 2013, presidia il coordinamento della Sala Stampa del Viminale.
Nell'aprile del 2013 con la nascita del Governo Letta lavora con la ministra della Giustizia Annamaria Cancellieri come vice portavoce. Durante quest'esperienza cura i rapporto con i media e le relazioni istituzionali, il coordinamento tra l'ufficio stampa e la portavoce del ministro ed è responsabile per la comunicazione strategica e i social network del ministro. È coordinatore, inoltre, del Gruppo di progetto per l'informatizzazione degli Istituti penitenziari e membro del Gruppo di Lavoro del “Portale Giustizia”.
Nel 2005, dopo le importanti esperienze istituzionali, torna in Fineco come responsabile dello sviluppo organizzativo e della business continuity. Dal 2017 lavora negli Institutional & Regulatory Affairs di Unicredit.

### Elezione a deputato
Alle elezioni politiche del 2018 viene eletta alla Camera dei Deputati nel collegio uninominale Emilia-Romagna - 10 (Sassuolo) per la coalizione di centro-destra in quota Forza Italia, ottenendo il 34,60% e superando Michele Dell'Orco del Movimento 5 Stelle (30,22%) e Claudio De Vincenti del centrosinistra (28,89%). È segretaria della X Commissione Attività produttive, commercio e turismo della Camera dei Deputati. Il 5 agosto 2020 lascia Forza Italia e approda alla Lega di Matteo Salvini.
Alle elezioni politiche del 2022 viene ricandidata alla Camera nel collegio uninominale Emilia-Romagna - 05 (Imola) per il centro-destra, ottenendo il 35,79% e venendo sconfitta da Angelo Bonelli del centrosinistra (38,34%), oltreché in seconda posizione nelle liste della Lega nel collegio plurinominale Emilia-Romagna - 01, non risultando rieletta.

## Vita privata
È sposata e madre di un figlio.